# Truy bắt lính đào ngũ
Truy bắt lính đào ngũ  (tiếng Anh: D.P (viết tắt của Deserter Pursuit)) là một bộ phim truyền hình trực tuyến của Hàn Quốc do Han Jun-hee đạo diễn, cùng Kim Bo-tong và Han viết kịch bản, dựa trên webtoon DP Dog's Day của Kim Bo-tong. Bộ phim có sự tham gia của Jung Hae-in, Koo Kyo-hwan, Kim Sung-kyun và Son Seok-koo. Bộ phim được Netflix phát hành vào ngày 27 tháng 8 năm 2021. Mùa 2 ra mắt ngày ngày 28 tháng 7 năm 2023.

## Nội dung
Dựa trên bộ webtoon D.P Dog Days của chính biên kịch loạt phim - Kim Bo Tong, D.P. xoay quanh tân binh An Jun-Ho thuộc lực lượng quân sự Hàn Quốc. Sau vài ngày đầu nhập ngũ, Jun-Ho nhờ có tư chất tốt nên được đặc cách tham gia đội bắt lính đào ngũ.
Sau những lần dấn thân các chiến dịch vây bắt, Jun-Ho dần hoài nghi về tính nhân đạo của công việc mình đang làm. Anh cùng hạ sĩ Han Ho-yul hợp tác để tìm kiếm những kẻ đào ngũ, và kết thúc trong một cuộc hành trình đầy mạo hiểm.

## Diễn viên

### Diễn viên chính
| Diễn viên     | Vai diễn             |
| ------------- | -------------------- |
| Jung Hae-in   | Binh nhì An Jun-Ho   |
| Koo Kyo-hwan  | Hạ sĩ Han Ho-yul     |
| Kim Sung-kyun | Trung sĩ Park Bum-gu |
| Son Seok-koo  | Đội trưởng Im Ji-sup |
| Mùa 2         |                      |
| Ji Jin-hee    | Gu Ja-woon           |
| Kim Ji-hyun   | Trung tá Seo-eun     |

### Diễn viên phụ
| Diễn viên       | Vai diễn               |
| --------------- | ---------------------- |
| Jo Hyun-chul    | Jo Suk-bong            |
| Shin Seung-ho   | Hwang Jang-soo         |
| Park Se-joon    | Heo Ki-young           |
| Park Jung-woo   | Shin Woo-suk           |
| Kim Dong-young  | Choi Joon-mok          |
| Lee Jun-young   | Jung Hyun-min          |
| Choi Joon-young | Heo Chi-do             |
| Hyun Bong-sik   | Chun Yong-duk          |
| Hong Kyung      | Ryu Yi-kang            |
| Bae Yoo-ram     | Kim Kyu                |
| Han Woo-yul     | Tae Sung-gon           |
| Mùa 2           |                        |
| Moon Sang-hoon  | Kim Roo-ri             |
| Choi Hyun-wook  | Shin Ah-hui            |
| Oh Min-woo      | Jung Seok-yong         |
| Park Se-woong   | Yoo Su-bin             |
| Jang Seong-min  | Bae Na-ra              |
| Lim Seong-jae   | Trung sĩ Na Joong-seok |

### Khách mời
- Go Kyung-pyo trong vai Hạ sĩ Park Sung-woo ( Mùa 1- Tập 1)
- Kwon Hae-hyo trong vai cha của Ahn Joon-ho (Mùa 1-Tập 1, 3–4)
- Lee Seol trong vai em gái của Shin Woo-seok (Mùa 1-Tập 1 & 6)
- Lee Joong-ok trong vai một nhân viên phòng tắm hơi (Mùa 1-Tập 2)

## Tập phim
| Mùa | Mùa | Số tập | Số tập | Phát hành gốc       | Phát hành gốc       |
| --- | --- | ------ | ------ | ------------------- | ------------------- |
|     | 1   | 6      | 6      | 27 tháng 8 năm 2021 | 27 tháng 8 năm 2021 |
|     | 2   | 6      | 6      | 28 tháng 7 năm 2023 | 28 tháng 7 năm 2023 |

}}
| Mùa 1 |   |                         |             |                           |                     |
| 1 | 1 | "Người đàn ông cầm hoa" | Han Jun-hee | Kim Bo-tong & Han Jun-hee | 27 tháng 8 năm 2021 |
| Đôi mắt tinh anh đã giúp An Jun-ho có một chân trong đội Truy bắt lính đào ngũ. Thế nhưng, nhiệm vụ đầu tiên của anh với Park Sung-Woo lại không như anh tưởng.                  |   |                         |             |                           |                     |
| 2 | 2 | "Mơ mộng"               | Han Jun-hee | Kim Bo-tong & Han Jun-hee | 27 tháng 8 năm 2021 |
| Xuất viện, Han Ho-Yeol trở lại căn cứ và bắt tay với Jun-Ho để tìm kiếm người lính được trông thấy lần cuối tại ga tàu điện ngầm.                                                |   |                         |             |                           |                     |
| 3 | 3 | "Người phụ nữ đó"       | Han Jun-hee | Kim Bo-tong & Han Jun-hee | 27 tháng 8 năm 2021 |
| Jun Ho và Ho Yeol hỗ trợ một nhiệm vụ dù đang trong kì nghỉ. Để thu thập thông tin, cả hai nằm vùng và kết bạn với bạn gái của một người lính đào ngũ.                           |   |                         |             |                           |                     |
| 4 | 4 | "Bài toán Monty Hall"   | Han Jun-hee | Kim Bo-tong & Han Jun-hee | 27 tháng 8 năm 2021 |
| Bị dồn ép liên tục khiến tính cách ấm áp một thời của Cho Suk Bong thay đổi. Trước trách nhiệm chồng chất, một người lính nhảy rào trốn khỏi doanh trại giữa đêm khuya.          |   |                         |             |                           |                     |
| 5 | 5 | "Chó nghiệp vụ"         | Han Jun-hee | Kim Bo-tong & Han Jun-hee | 27 tháng 8 năm 2021 |
| Suk Bong suy sụp và mất kiểm soát. Trong lúc điều tra, bộ đôi D.P. biết được những việc xảy ra vào ngày Hwang Jang Soo xuất ngũ.                                                 |   |                         |             |                           |                     |
| 6 | 6 | "Người ngoài cuộc"      | Han Jun-hee | Kim Bo-tong & Han Jun-hee | 27 tháng 8 năm 2021 |
| Khi cuộc rượt đuổi lính đào ngũ trở thành cuộc săn lùng tên tội phạm đang ở bên ngoài, Jun Ho và Ho Yeol lao đi tìm trước khi anh ta bị lực lượng có vũ trang hạ gục.            |   |                         |             |                           |                     |
| Mùa 2 |   |                         |             |                           |                     |
| 7 | 1 | "Mùa mưa"               | Han Jun-hee | Kim Bo-tong & Han Jun-hee | 28 tháng 7 năm 2023 |
| Jun Ho điều chỉnh lại cuộc sống sau bi kịch. Park Beom Gu cảm thấy áp lực khi phải che đậy những sự việc gần đây. Một cuộc tấn công bất ngờ khiến quân đội chấn động.            |   |                         |             |                           |                     |
| 8 | 2 | "Chơi bẩn"              | Han Jun-hee | Kim Bo-tong & Han Jun-hee | 28 tháng 7 năm 2023 |
| Seo Eun giăng bẫy để bắt Kim Roo-Ri trong khi anh này công khai động cơ của mình. Jun Ho và Ho Yeol cố gắng ngăn chặn sự việc ngày càng leo thang.                               |   |                         |             |                           |                     |
| 9 | 3 | "Hạ màn"                | Han Jun-hee | Kim Bo-tong & Han Jun-hee | 28 tháng 7 năm 2023 |
| Jun Ho và Ho Yeol nhận được lời khen ngợi bất ngờ từ quân đội. Sau đó, họ bắt đầu truy bắt một quân nhân đào ngũ bị bắt nạt không ngừng vì khác biệt.                            |   |                         |             |                           |                     |
| 10 | 4 | "Hài cốt cháy rụi"      | Han Jun-hee | Kim Bo-tong & Han Jun-hee | 28 tháng 7 năm 2023 |
| Lim Ji Seop và Beom Gu nhận ra rằng cuộc điều tra về cái chết của quân nhân không như vẻ ngoài. Chính phủ phải đối mặt với cáo buộc chỉ trích.                                   |   |                         |             |                           |                     |
| 11 | 5 | "An Jun Ho"             | Han Jun-hee | Kim Bo-tong & Han Jun-hee | 28 tháng 7 năm 2023 |
| Jun Ho phát hiện ra quy mô che giấu bí mật của quân đội và đưa ra một quyết định quan trọng. Oh Min U theo đuổi một bằng chứng quan trọng để ngăn việc nó bị phát tán.           |   |                         |             |                           |                     |
| 12 | 6 | "Ngày mai"              | Han Jun-hee | Kim Bo-tong & Han Jun-hee | 28 tháng 7 năm 2023 |
| Ho Yeol thỏa thuận giúp đỡ Jun Ho, người đang phải đối mặt với những hậu quả khắc nghiệt. Trong quá trình đấu tranh đòi công lý, phiên tòa kiện chính phủ có bước ngoặt bất ngờ. |   |                         |             |                           |                     |

## Sản xuất

### Phát triển
Vào cuối tháng 6 năm 2020, Lezhin Entertainment chính thức thông báo Lezhin Studio và Homemade Film sẽ hợp tác sản xuất 6 phần chuyển thể từ webtoon đình đám DP: Dog Days của Kim Bo-tong, sẽ được phát hành độc quyền qua Netflix. Câu chuyện dựa trên kinh nghiệm của chính Kim trong thời gian thực hiện nghĩa vụ quân sự bắt buộc của anh.
Đạo diễn kiêm đồng biên kịch Han Jun-hee đã muốn làm việc chuyển thể webtoon "trong năm hoặc sáu năm [trước khi anh ấy] cuối cùng có cơ hội" làm điều đó. Mặc dù Ahn Joon-ho là Hạ sĩ trong webtoon, Han muốn anh ấy trở thành Binh nhì trong bộ truyện để mọi người có thể "đồng cảm với câu chuyện và coi Joon-ho như một người mới bắt đầu nghĩa vụ quân sự." Ông cũng cho biết đã tìm cách kể một câu chuyện nhân văn về nguyên do khiến những kẻ đào ngũ vừa là nạn nhân vừa là tội phạm, cũng như số tiền chính phủ phải trả cho những người buộc phải đi săn họ. "DP  xoay quanh việc truy tìm kẻ đào ngũ nhưng đồng thời cũng là câu chuyện nghịch lý về việc tìm kiếm con trai, anh trai hoặc người yêu bất hạnh của một ai đó", đạo diễn Han Jun Hee chia sẻ với hãng Reuters qua một email.

### Tuyển diễn viên
Vào ngày 3 tháng 9 năm 2020, Jung Hae-in, Koo Kyo-hwan, Kim Sung-kyun và Son Seok-koo đã được xác nhận sẽ đóng vai chính trong bộ phim. Nhân vật của Koo không xuất hiện trong webtoon, điều mà anh ấy thấy "khó nhưng thú vị để khắc họa một nhân vật dành riêng cho bộ truyện." Để chuẩn bị cho vai diễn của mình, Koo đã nhận được sự giúp đỡ từ người quản lý đường , một phần của D.P. trong thời gian thực hiện nghĩa vụ quân sự. Về phần Jung, anh ấy đã tập đấm bốc trong ba tháng trước khi phim bắt đầu quay, để tự mình thực hiện các cảnh hành động. Kim Bo-tong, người viết webtoon và đồng sáng tác bộ truyện, nhận xét rằng anh ấy "chưa bao giờ mơ ước có một dàn diễn viên như vậy. Họ hoàn toàn phù hợp với vai diễn của mình đến mức có vẻ như vai diễn được viết cho họ."

### Quay phim
Quá trình quay phim bắt đầu vào mùa hè năm 2020.

## Đón nhận
Trên South China Morning Post, cây viết Pierce Conran cho điểm kịch bản D.P. là 4,5/5, nhận định: "D.P. chạm đến cảm xúc người xem bằng một câu chuyện trải dài từ quá khứ đến hiện tại, cho thấy những góc khuất đen tối trong quân đội Hàn luôn là vấn đề nhức nhối". Conran đồng thời khen ngợi phong cách quay phim, cùng lối diễn có hồn của Jung Hae In và Koo Kyo Hwan.
Theo tờ Korea Times, bộ phim dễ dàng chạm đến trái tim công chúng bởi những cảnh quay chân thực và có đôi phần khốc liệt. Đạo diễn của phim là Han Jun Hee cũng tiết lộ thêm, tác phẩm được lấy ý tưởng dựa trên truyện tranh "D.P: Dog Days" của tác giả Kim Bo Tong. Vị đạo diễn 37 tuổi hy vọng, tác phẩm sẽ nhận được sự cổ vũ tích cực không chỉ người xem tại Hàn Quốc mà còn cả khán giả thế giới.
Tại hệ thống IMDb, phim được chấm số điểm 9/10. Ở trang Douban của Trung Quốc, phim cũng nhanh chóng được cộng đồng mạng xứ Trung chấm điểm 8.9/10 cao chót vót, với gần 300 lượt bình chọn. Đánh giá 5 sao chiếm tới 62%, trong khi đánh giá 4 sao chiếm khoảng 32%.
Khi được hỏi về mức độ phổ biến của thực trạng được phản ánh trong loạt phim DP, một phát ngôn viên của Bộ Quốc phòng Hàn Quốc nói môi trường quân sự đã thay đổi và Bộ này đang cố gắng ngăn chặn tình trạng lạm dụng cũng như đối xử khắc nghiệt với những người lính nghĩa vụ. Trước đó, quân đội Hàn Quốc thông báo về việc từng lên kế hoạch loại bỏ việc yêu cầu các binh sĩ theo dõi đồng đội ngay cả trước khi loạt phim DP trình chiếu. Thay đổi đó sẽ có hiệu lực vào tháng 7.2022.
Loạt phim trực tuyến DP xuất hiện khi Hàn Quốc đang tranh luận về tương lai của việc thực thi nghĩa vụ quân sự và khả năng bị lạm dụng, đặc biệt khi nhiều nam thanh niên phàn nàn gay gắt về việc họ mất thời gian đi lính mà lẽ ra họ có thể dành cho việc học hoặc nỗ lực làm việc. Quốc hội Hàn Quốc hồi năm ngoái cũng đã thông qua dự luật cho phép các ngôi sao K-pop hoãn nghĩa vụ quân sự đến khi họ 30 tuổi.

## Giải thưởng & đề cử
| Năm  | Giải thưởng                   | Hạng mục                                    | Đề cử                 | Kết quả   |
| ---- | ----------------------------- | ------------------------------------------- | --------------------- | --------- |
| 2022 | 20th Director's Cut Awards    | Best Actor (TV)                             | Jung Hae-in           | Đề cử     |
| 2022 | 20th Director's Cut Awards    | Best Actor (TV)                             | Koo Kyo-hwan          | Đoạt giải |
| 2022 | 20th Director's Cut Awards    | Best Director (TV)                          | Han Jun-hee           | Đề cử     |
| 2022 | 20th Director's Cut Awards    | Best Screenplay (TV)                        | Kim Bo-tong           | Đề cử     |
| 2022 | 20th Director's Cut Awards    | Best New Actor (TV)                         | Koo Kyo-hwan          | Đề cử     |
| 2022 | 20th Director's Cut Awards    | Best New Actor (TV)                         | Cho Hyun-chul         | Đoạt giải |
| 2022 | 20th Director's Cut Awards    | Best New Actress (TV)                       | Won Ji-an             | Đề cử     |
| 2022 | 58th Baeksang Arts Awards     | Best Drama                                  | Truy bắt lính đào ngũ | Đoạt giải |
| 2022 | 58th Baeksang Arts Awards     | Best Director                               | Han Jun-hee           | Đề cử     |
| 2022 | 58th Baeksang Arts Awards     | Best Actor                                  | Jung Hae-in           | Đề cử     |
| 2022 | 58th Baeksang Arts Awards     | Best Supporting Actor                       | Cho Hyun-chul         | Đoạt giải |
| 2022 | 58th Baeksang Arts Awards     | Best New Actor                              | Koo Kyo-hwan          | Đoạt giải |
| 2022 | 58th Baeksang Arts Awards     | Best New Actor                              | Shin Seung-ho         | Đề cử     |
| 2022 | Blue Dragon Series Awards     | Best Drama                                  | Truy bắt lính đào ngũ | Đoạt giải |
| 2022 | Blue Dragon Series Awards     | Best Leading Actor                          | Jung Hae-in           | Đề cử     |
| 2022 | Blue Dragon Series Awards     | Best Supporing Actor                        | Son Seok-koo          | Đề cử     |
| 2022 | Blue Dragon Series Awards     | Best New Actor                              | Koo Kyo-hwan          | Đoạt giải |
| 2022 | Asian Academy Creative Awards | Best Actor in a leading role                | Jung Hae-in           | Đoạt giải |
| 2022 | APAN Star Awards              | Best Director                               | Han Jun-hee           | Đề cử     |
| 2022 | APAN Star Awards              | Top Excellence Award, Actor in an OTT Drama | Jung Hae-in           | Đoạt giải |
| 2022 | APAN Star Awards              | Excellence Award, Actor in an OTT Drama     | Koo Kyo-hwan          | Đề cử     |
| 2023 | Korea Drama Awards            | Excellence Award, Actor                     | Kim Sung-kyun         | Đoạt giải |

## Tương lai
Vào ngày 1 tháng 9 năm 2021, Jung Hae-in tiết lộ trong một cuộc phỏng vấn rằng anh ấy "mong chờ phần 2, và đạo diễn và biên kịch đã viết kịch bản." Tuy nhiên, bộ phim vẫn chưa được Netflix chính thức gia hạn.
Không chỉ người xem mà hầu hết dàn diễn viên đều muốn có thêm một mùa D.P. nữa. Trong buổi họp báo của bộ phim, dàn diễn viên và đoàn làm phim không nói nhiều chi tiết về mùa 2, nhưng nam diễn viên chính Jung Hae In chia sẻ rằng anh rất tò mò về những gì sẽ xảy ra với An Joon Ho kể từ khi anh ấy thể hiện sự thay đổi trong nhận thức ở phần cuối của bộ phim. Trong khi đó, nhiều khán giả cũng cho rằng đây là một cái kết mở nên nhiều khả năng sẽ có phần mới trong tương lai. Điều đó phụ thuộc vào thành công của D.P. và lịch trình của các diễn viên để có thể đảm bảo những nhân vật cũ trong phần 1. Vào ngày 31/5/2022, Netflix thông báo sẽ ra mắt mùa 2 của phim, với dàn diễn viên chính vẫn giữ nguyên.